# Hanna Barakat
Hanna Barakat (ur. 1 września 1999 w Los Angeles) – amerykańsko-palestyńska lekkoatletka, sprinterka, olimpijka.
Zawodniczka reprezentowała Palestynę na igrzyskach w Tokio, startowała w biegu na 100 metrów kobiet - odpadła w kwalifikacjach z czasem 12.16 s.. Należą do niej palestyńskie rekordy w biegu kobiet na 100, 200 i 400 metrów. 
Jest absolwentką Uniwersytetu Browna. Jej ojcem jest amerykański olimpijczyk Mohammed Barakat. 

## Rekordy życiowe[5]
| Dystans            | Wynik (s) | Miejsce | Data            |
| ------------------ | --------- | ------- | --------------- |
| bieg na 100 metrów | 12.16     | Tokio   | 30 lipca 2021   |
| bieg na 200 metrów | 24.70     | Pomona  | 2 czerwca 2018  |
| bieg na 400 metrów | 58.20     | Radés   | 17 czerwca 2021 |